# Ceai de plante

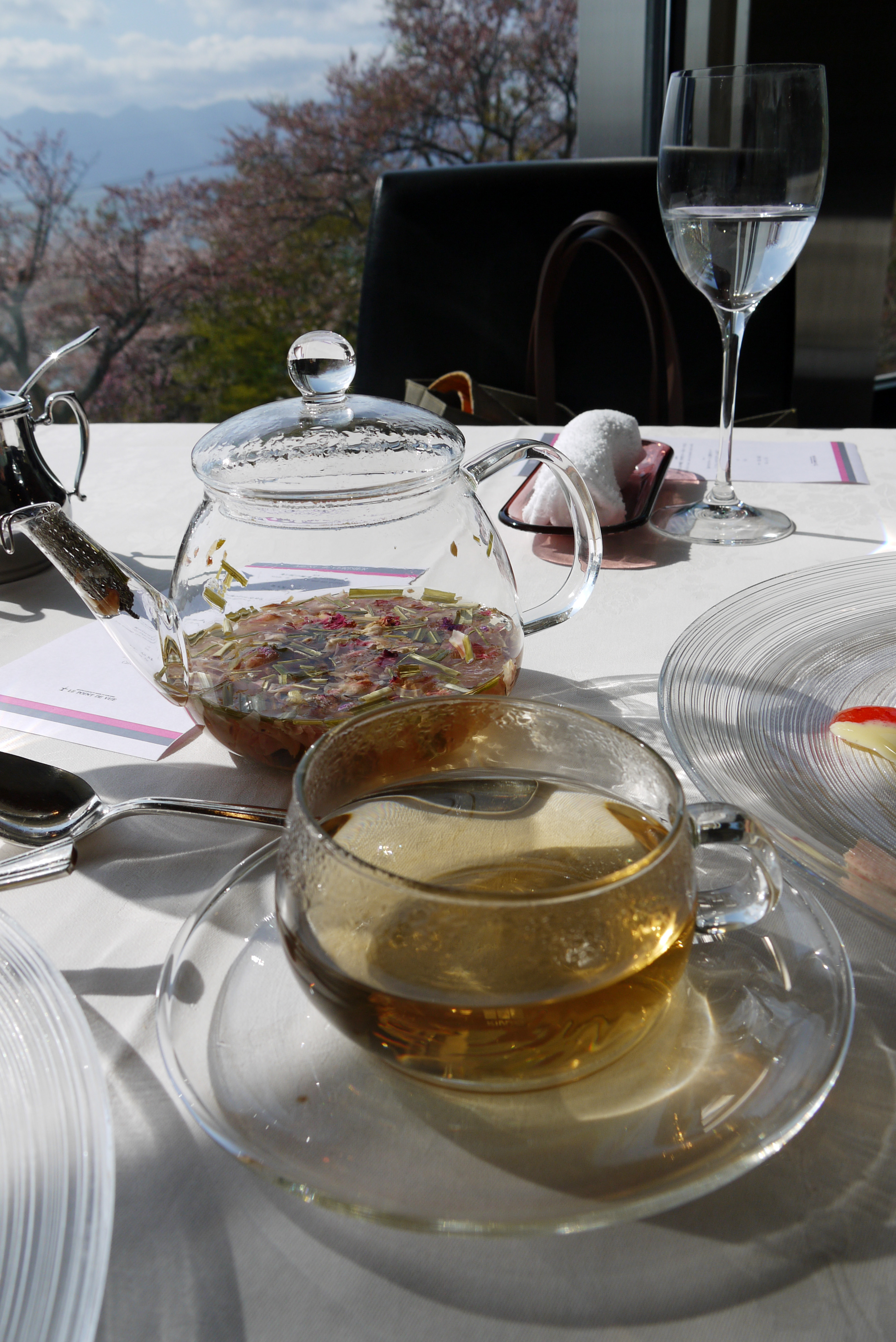
Tizană conținută într-un ceainic și într-o ceașcă.

Ceaiul de plante, numit și tizană, este orice preparat lichid realizat din infuzia sau decoctul de ierburi, condimente sau mirodenii în apă fierbinte. Acesta poate fi o infuzie care conține diferite părți de plante, precum izma, mușețelul, fenicul, rădăcini de ghimbir, iar uneori poate conține și cofeină. 
Fiecare component al ceaiului poate oferi mai multe principii de acțiune care vizează obținerea unor beneficii asupra organismului. Oricare ar fi preparatul, lichidul obținut este în general filtrat înainte de a fi băut. Uneori este îndulcit cu zahăr, miere etc, și este recomandat ca ceaiul să nu fie băut prea fierbinte, deoarece aceasta ar putea fi o sursă de cefalee sau în cazuri mai grave de cancer esofagian.

## Galerie

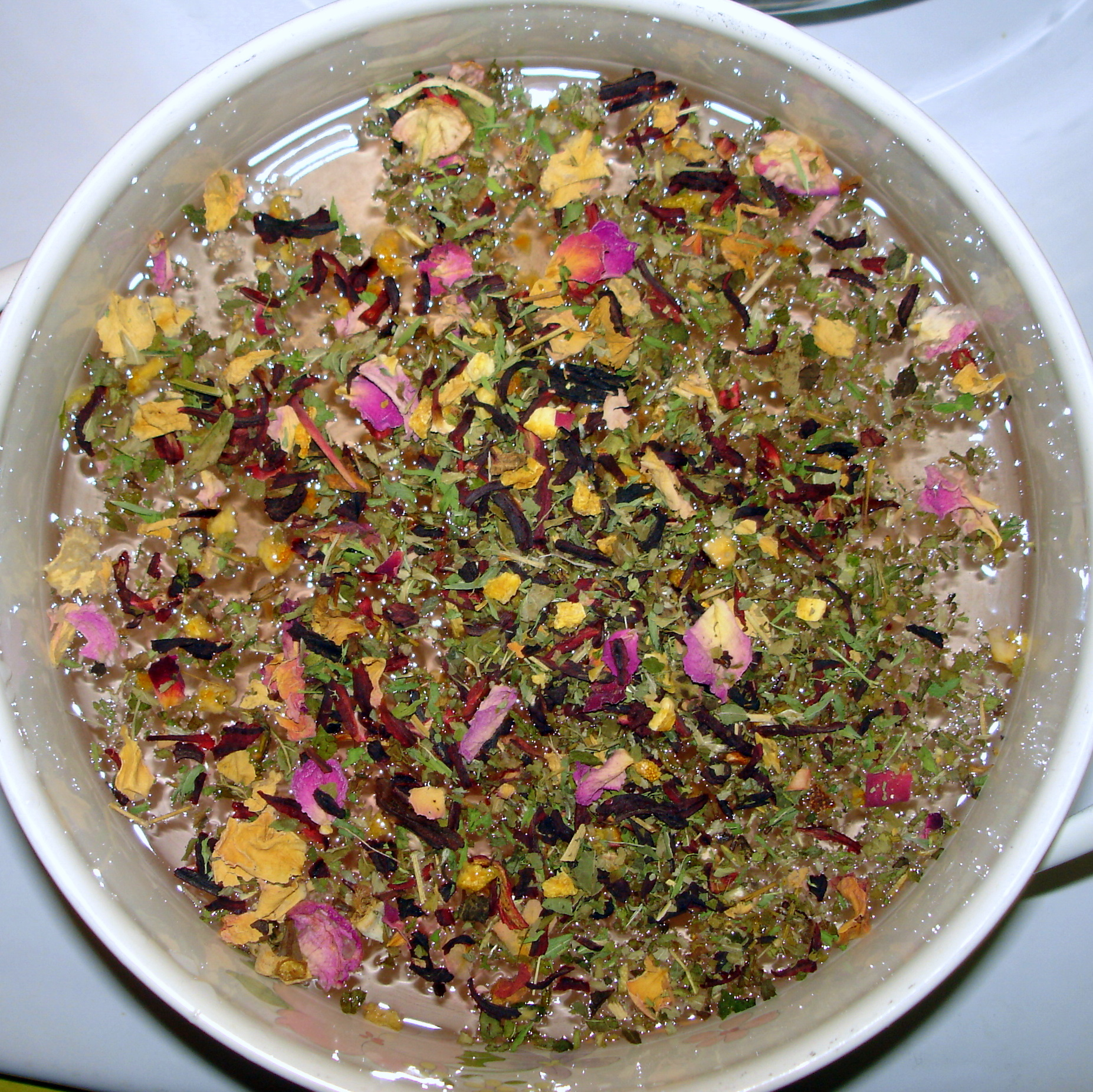
Tizană făcută din petale de trandafir.
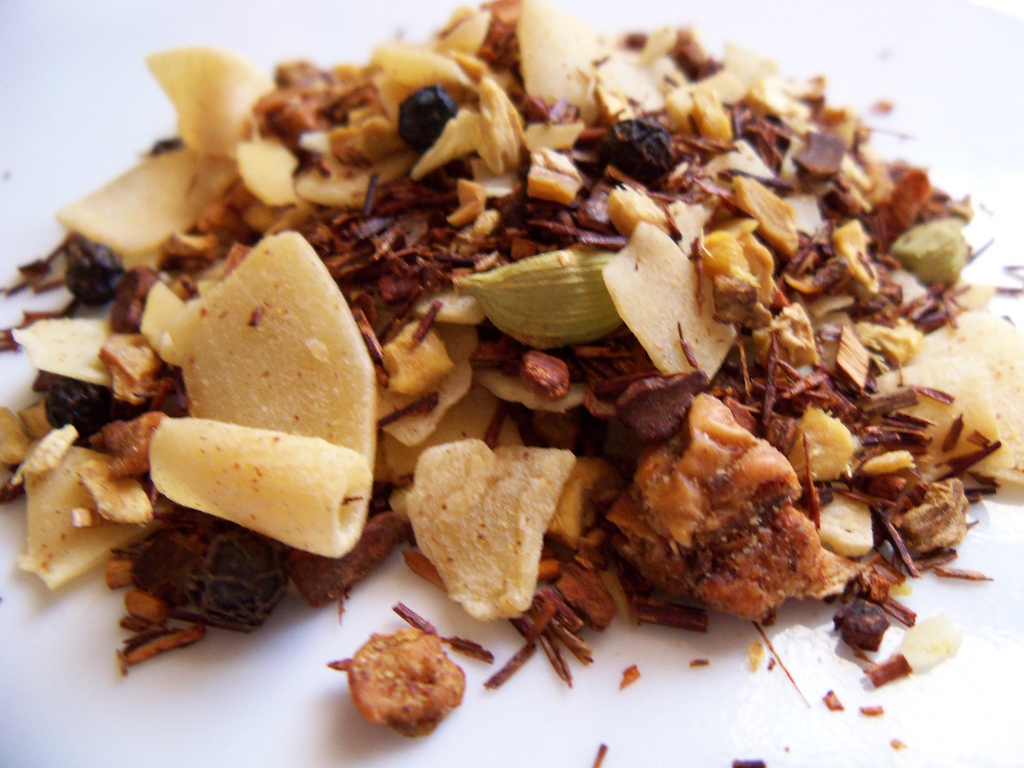
Acest amestecconține rooibos, nucă de cocos, ghimbir, scorțișoară, măr, cardamom, piper negru și migdale.
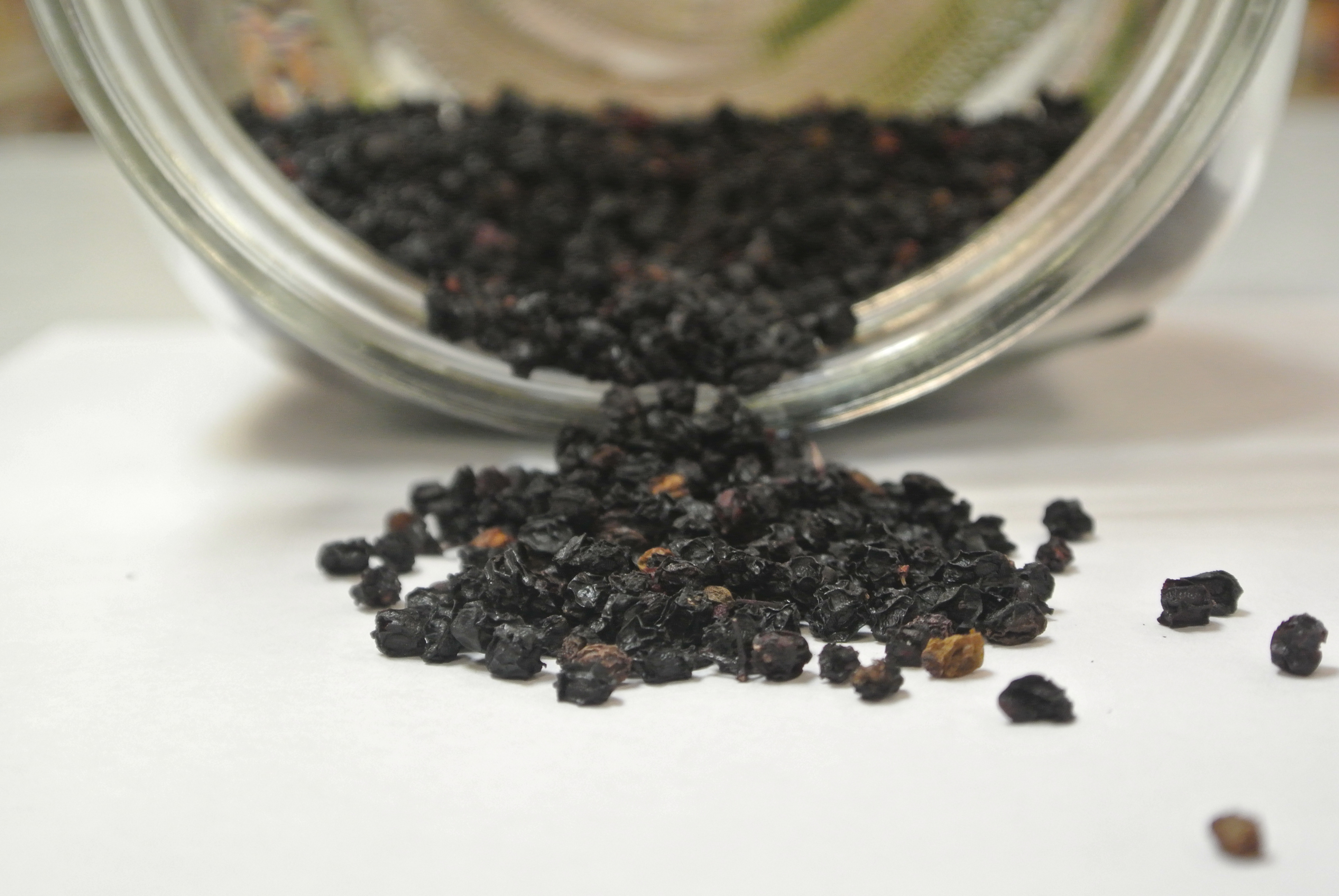
Socuri uscați pentru ceai de plante.
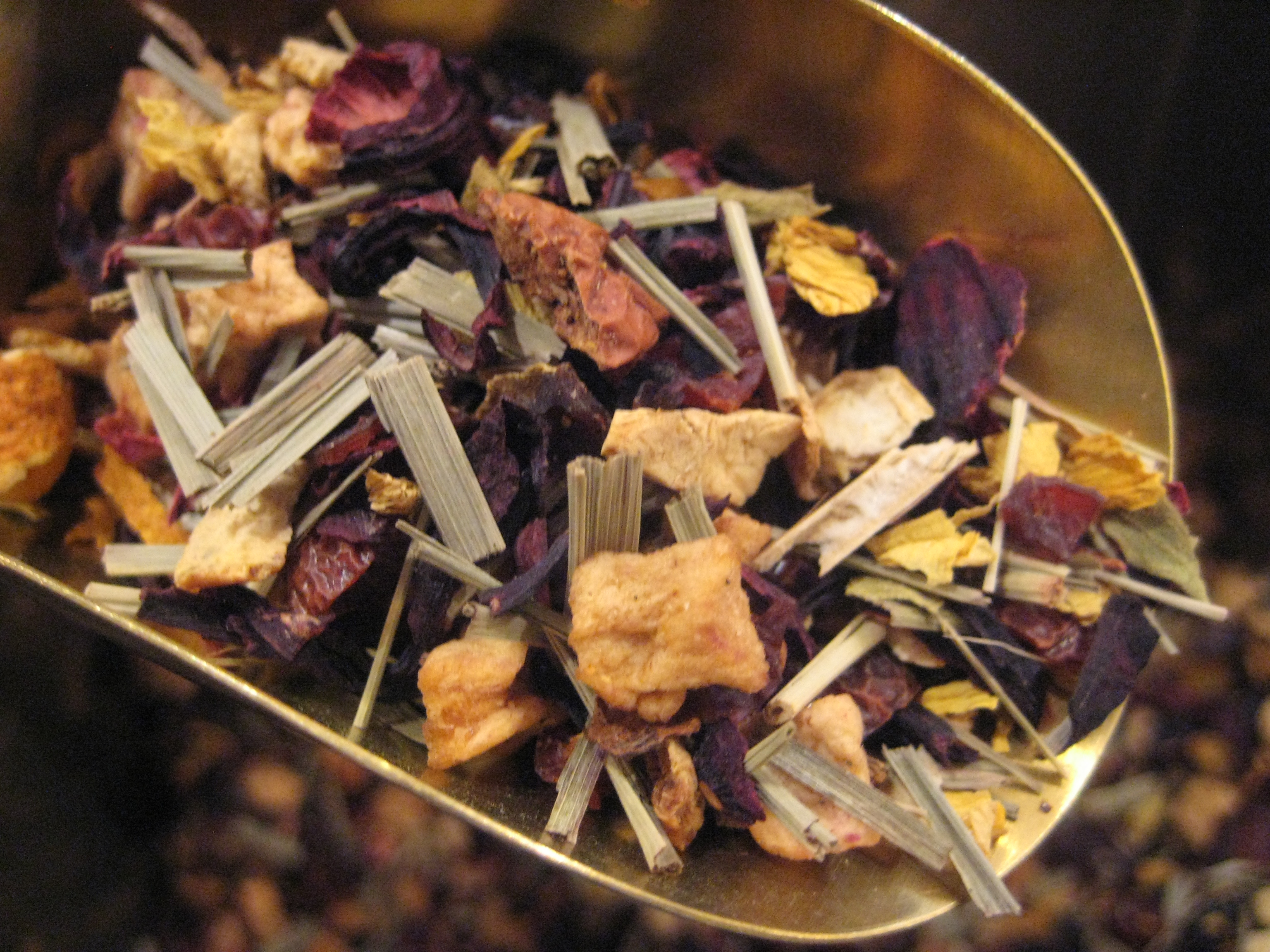
Bucăți de mere, măceșe, coajă și pulpă de portocale, papaya, izmă bună, rădăcină de lemn dulce, iarbă lămâioasă, scorțișoară, coacăz negru, trandafir și frunze de Malvaceae.
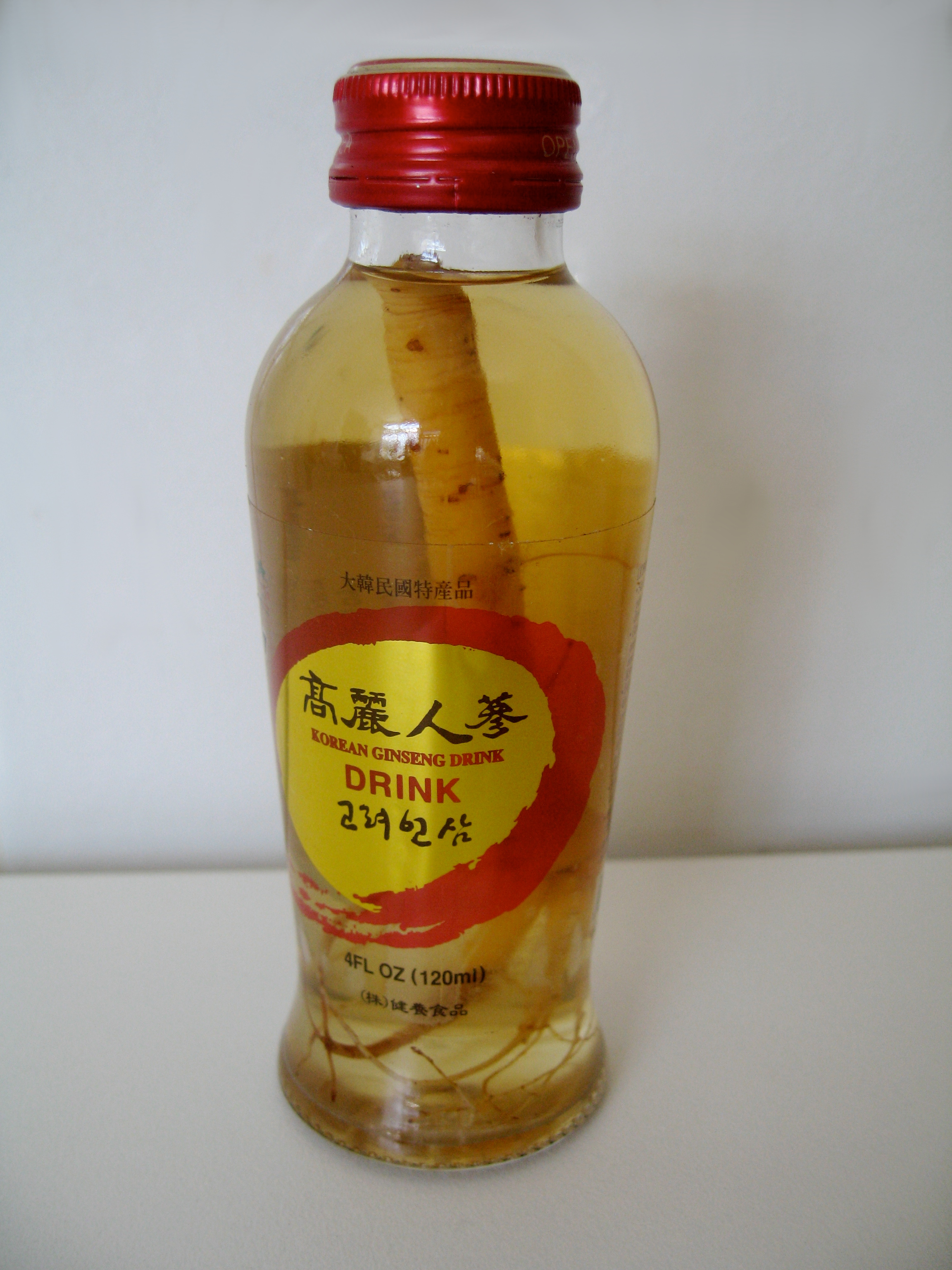
Ceai Ginseng într-o sticluță
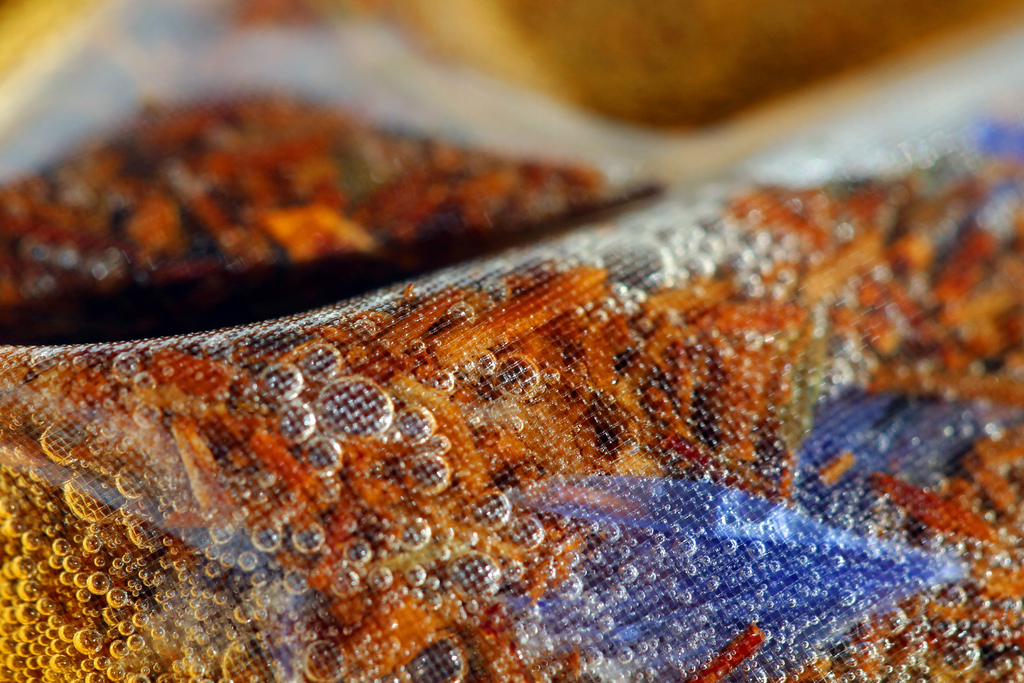
Niște rooibos într-un pliculeț de ceai.